# Sin Kim-dan
Sin Kim-dan (hangulem 신금단, * 30. července 1938) je bývalá severokorejská atletka. Počátkem šedesátých let vytvořila řadu světových rekordů na středních tratích, jako první žena historie zaběhla osmisetmetrovou trať pod dvě minuty, překážkou pro jejich oficiální uznání však byla skutečnost, že byly dosaženy v Pchjongjangu bez účasti pozorovatelů Mezinárodní asociace atletických federací. Do světových tabulek byl proto zapsán jediný, čas 51,9 s na 400 m z 23. října 1962 (překonala ho až v roce 1969 Francouzka Nicole Duclosová). Třikrát vyhrála 400 metrů na Memoriálu bratří Znamenských v Moskvě. Na hrách GANEFO vyhrála v letech 1963 a 1966 běhy na 200 metrů, 400 metrů i 800 metrů. O účast na Letních olympijských hrách 1964 ji připravil spor o legitimnost her GANEFO, po kterém Severní Korea olympiádu bojkotovala. V roce 1966 zveřejnil americký časopis Time článek, podle kterého byla Sin Kim-dan ve skutečnosti muž. Tato domněnka nebyla nikdy potvrzena ani vyvrácena, protože po zavedení sextestů se Sin Kim-dan na atletické dráze už neobjevila. V roce 1966 jí severokorejská vláda udělila titul Lidového atleta.

## Osobní rekordy
- 400 m: 51,2
- 800 m: 1:58,0[3]